# Утияма, Ацуси
Ацуси Утияма (яп. 内山 篤, род. 29 июня 1959, Сидзуока) — японский футболист и тренер.

## Клубная карьера
На протяжении своей футбольной карьеры выступал за клуб «Yamaha Motors», команды школы Симицу Хигаси и университета Кокусикан.

## Карьера в сборной
С 1984 по 1985 год сыграл за национальную сборную Японии два матча.

## Статистика за сборную
| Сборная Японии | Сборная Японии | Сборная Японии |
| Год            | Матчи          | Голы           |
| -------------- | -------------- | -------------- |
| 1984           | 1              | 0              |
| 1985           | 1              | 0              |
| Итого          | 2              | 0              |

## Достижения
- Чемпион Джей-лиги: 1987/88
- Обладатель кубка Императора: 1982
- Чемпион Азии: 2016